# Demokratische Opposition Sloweniens
Die Demokratische Opposition Sloweniens (slowenisch Demokratična opozicija Slovenije), kurz DEMOS, war ein Wahlbündnis der slowenischen Reformparteien bei den ersten freien Wahlen 1990 in der damaligen jugoslawischen Teilrepublik. Es wurde im April 1992, nach Erlangung der Unabhängigkeit, formell aufgelöst.

## Mitglieder
- Slowenische Christdemokraten (SKD)
- Slowenische Bauernunion (SKZ)
- Grüne Sloweniens (ZS)
- Sozialdemokratische Union Sloweniens (SDZS)
- Slowenische Handwerkerpartei (SOS)